# 石才駅
石才駅（いしざいえき）は、大阪府貝塚市石才にある水間鉄道水間線の駅。
地元の人は「石才」を「いっさい」と読むことが多く、この駅も「いっさいえき」と呼ばれることが多い。自動車教習所「関西自動車学院」の最寄り駅であり、教習所利用者など乗降客は水間線の中でも比較的多い駅である。

## 歴史
- 1925年（大正14年）12月24日：開業。
- 2015年（平成27年）12月7日：駅舎解体。

## 駅構造
単式ホーム1面1線を持つ地平駅である。駅員無配置駅。駅員が配置されていた当時の駅舎が、そのまま残っていたが、2015年12月に駅舎が取り壊された。
駅にはスロープを通って直接ホームに入る。
なお、2009年（平成21年）6月1日のPiTaPa対応・全車ワンマン化に伴い、当駅には、平日朝ラッシュ時間帯（祝日を除く）に限り運用されるICカード専用乗車リーダー・タッチパネル付降車用運賃箱が設置されている。平日朝ラッシュ時の貝塚行きのみ全てのドアが開く。2020年（令和2年）6月15日からは、平日朝ラッシュ時の水間観音駅行きと、それ以外の時間帯は他の無人駅同様、精算には車内の機器を使用する。

## 利用状況
「大阪府統計年鑑」によると、2019年（令和元年）次の1日平均乗降人員は432人（乗車人員：228人、降車人員：205人）である。
近年の1日平均乗降人員推移は下記の通り。
| 年次   | 1日平均 乗降人員 | 1日平均 乗車人員 | 出典   |
| ------ | ---------------- | ---------------- | ------ |
| 2010年 | 455              | 236              | [ 1 ]  |
| 2011年 | 416              | 216              | [ 2 ]  |
| 2012年 | 409              | 212              | [ 3 ]  |
| 2013年 | 508              | 262              | [ 4 ]  |
| 2014年 | 480              | 252              | [ 5 ]  |
| 2015年 | 492              | 258              | [ 6 ]  |
| 2016年 | 478              | 251              | [ 7 ]  |
| 2017年 | 461              | 243              | [ 8 ]  |
| 2018年 | 452              | 238              | [ 9 ]  |
| 2019年 | 432              | 228              | [ 10 ] |

## 駅周辺
- 関西自動車学院（自動車教習所）
- パナソニック オートモーティブ&インダストリアルシステムズ社 二次電池事業部 貝塚地区
- 松源貝塚鳥羽店
- 大阪府道30号大阪和泉泉南線
- 大阪府道40号岸和田牛滝山貝塚線

## 隣の駅
水間鉄道
■水間線
近義の里駅 - 石才駅 - 清児駅